# Doo-Bop
| 전문가 평가                          | 전문가 평가 |
| 평가 점수                            | 평가 점수   |
| 출처                                 | 점수        |
| ------------------------------------ | ----------- |
| Allmusic                             | [ 2 ]       |
| Down Beat                            | [ 3 ]       |
| Encyclopedia of Popular Music        | [ 4 ]       |
| Entertainment Weekly                 | B–          |
| Los Angeles Times                    | [ 6 ]       |
| Q                                    | [ 7 ]       |
| The Rolling Stone Album Guide        | [ 8 ]       |
| The Penguin Guide to Jazz Recordings | [ 9 ]       |

《Doo-Bop》은 미국의 재즈 트럼펫 연주자 마일스 데이비스의 마지막 스튜디오 음반이다. 이 음반은 힙합 프로듀서 이지 모 비와 함께 녹음되었으며 1992년 6월 30일, 워너 브라더스 레코드에 의해 사후에 발매되었다. 이 음반은 다음 해에 그래미 어워드 최우수 R&B 인스트루멘탈 퍼포먼스 상을 받았음에도 불구하고 대부분의 비평가들에게 좋지 않은 평가를 받았다.

## 배경
이 프로젝트는 데이비스가 여름에 그의 뉴욕 아파트에 앉아 창문을 열고 거리의 소리를 듣는 것에서 비롯되었다. 그는 이 소리들을 포착한 음악 음반을 녹음하고 싶었다. 1991년 초, 데이비스는 그의 친구 러셀 시몬스를 불러 이런 종류의 음악을 만드는 것을 도울 수 있는 젊은 프로듀서들을 찾아달라고 부탁했고, 데이비스는 이지 모 비와의 공동작업을 이끌었다.
1991년 데이비스가 사망할 당시, 이 음반은 6곡만 완성되었다. 이지 모 비는 워너 브라더스 레코드로부터 공개되지 않은 트럼펫 공연 중 일부를 (데이비스가 러버밴드 세션이라고 부르는 것에서 유래) 가져가서 마일스가 "좋아했을" 곡들을 녹음할 것을 요청받았다(라이너 노트에 명시되어 있는). 이 음반의 사후에 수록된 곡들은 〈High Speed Chase〉와 〈Fantasy〉이다. 곡 〈Mystery〉 반복은 음반의 9곡의 길이를 반올림했다.

## 곡 목록
모든 곡들은 특별한 언급이 없는 한 마일스 데이비스와 이지 모 비에 의해 작사/작곡하였다.
| #  | 제목                 | 작사·작곡                         | 재생 시간 |
| -- | -------------------- | --------------------------------- | --------- |
| 1. | 〈Mystery〉          |                                   | 3:56      |
| 2. | 〈The Doo-Bop Song〉 |                                   | 5:02      |
| 3. | 〈Chocolate Chip〉   | 데이비스, 이지 모 비, 도널드 헵번 | 4:41      |
| 4. | 〈High Speed Chase〉 | 데이비스, 이지 모 비, 래리 미젤   | 4:40      |

| #  | 제목                  | 재생 시간 |
| -- | --------------------- | --------- |
| 5. | 〈Blow〉              | 5:07      |
| 6. | 〈Sonya〉             | 5:32      |
| 7. | 〈Fantasy〉           | 4:38      |
| 8. | 〈Duke Booty〉        | 4:56      |
| 9. | 〈Mystery (Reprise)〉 | 1:26      |

## 인증
| 국가                       | 인증 | 판매량/출하량 |
| -------------------------- | ---- | ------------- |
| 독일 (BVMI)                | 골드 | 10,000^       |
| 미국                       | —    | 276,000       |
| 요약                       |      |               |
| 전 세계                    | —    | 300,000       |
| ^출하량을 기반으로 한 인증 |      |               |